# 岩永悠平
岩永 悠平（いわなが ゆうへい、1994年3月16日 - ）は、日本の男性声優。アップアンドアップス準所属（2023年3月末までは預かり）。福岡県出身。

## 人物
ゴールデンレトリーバーを飼っており、愛玩動物飼養管理士2級やペットトリマー検定3級などのペット関係の資格を所持している。

## 出演

### 劇場アニメ
- 映画 プリキュアオールスターズ 春のカーニバル♪（2015年、大臣）

### OVA
- 伝える「天体観測」「See you, soon」（2013年、良成、REO[4]）

### ゲーム
- メタルサーガ 〜荒野の方舟〜（2015年、キャラクターボイス）
- 東京放課後サモナーズ（2016年、高伏ケンゴ[5]、ガルム、シュテン、イバラキ(男)、ウィリー・ワイルドキャット）
- スマッシュ&マジック（2017年、カイム）
- 23/7 トゥエンティスリーセブン（2018年、ジル・ド・レ）
- ドラゴニアンサーガ（2018年、カシディオ）
- 海腹川背 BaZooKa!（2020年、ギン）
- ライブ・ア・ヒーロー!（2020年、主人公〈ボイス2〉[6]、バレル[7]）
- ミアステール～デズニフの遺跡～（2021年）
- バースセイバー（2021年、マスター）
- かみながしじま～輪廻の巫女～（2023年、マガツヒ）
- モンスターストライク（2024年、カジキラス[8]）
- 箱庭開拓 ハムスターと太陽の里（2024年）

### ドラマCD
- ドリームハンター麗夢 首無しライダーVS首無し武者（2018年、暴走族、上司）
- 東京放課後サモナーズ（2020年、ガルム[9]、高伏ケンゴ）

### ラジオドラマ
- 魔道祖師（2020年）

### Webアニメ・その他Web映像作品
- Soul Clash PVナレーション
- 2021エイプリルフール企画動画『【【Vtuberケンゴ!?】豪砲雷落V！３Dダンスアプリ・オンステージって何？』 (2021年、高伏ケンゴ)
- 2021エイプリルフール企画動画『【ASMR!?】Lifewondersキャラクターおやすみボイス　バレル編 CV.岩永悠平』 （2021年、バレル）
- 【みんゲル】みんなでワンダーフォーゲル！紹介＆実況プレイ！【もふもふ大臣V】(2022年、高伏ケンゴ)
- 【TapNovel】防衛会議 - 誰が指令長官を殺したか (2023年、ナレーション)
- 特別読切!! "奇妙なイマジナリーフレンド"と描く友情物語 『まさき』新人漫画大賞 準大賞【ボイコミ】【漫画】 （2023年、監督）

### 遊技機
- Pフィーバーゴルゴ13疾風ver. （2021年、ナレーション）

### 舞台
- セプテンバーの秘密。（2014年） - 神様 役